# La Main enchantée
Pour l'adaptation télévisuelle, voir La Main enchantée (téléfilm).
La Main enchantée, dite aussi La Main de gloire,  est une nouvelle fantastique de Gérard de Nerval, publiée sous le titre La Main de gloire : histoire macaronique dans Le Cabinet de lecture du 24 septembre 1832. Reprise en 1852 dans Contes et facéties, puis en 1855 dans le recueil La Bohème galante, elle est alors coiffée du titre sous lequel elle est connue aujourd’hui.

## Publications
La Main enchantée est publiée pour la première fois sous le titre La Main de gloire : histoire macaronique, accompagnée de cette note : « Extrait des Contes du Bousingo, par une camaraderie », dans Le Cabinet de lecture du 24 septembre 1832.

## Résumé
Un drapier, Eustache Bouteroue, a été provoqué en duel. Effrayé, il va trouver maître Gonin, escamoteur, montreur de singe et sorcier, œuvrant sur le Pont-Neuf, et lui demande un charme capable de lui assurer la victoire. Gonin lui oint la main droite d’une substance magique et lui déclare que s’il ne l’a payé dans les huit jours, il disposera de la main sur laquelle a été versée la drogue fatale. Bouteroue court au combat et tue son ennemi, mais il ne veut livrer à Gonin ni l’argent, ni le gage. Pour éviter de remplir sa promesse, il demande sa protection à Chevassut, le lieutenant civil. L’ayant obtenue, il voit à ce moment même sa main droite souffleter le magistrat, puis le resouffleter encore, jusqu’à ce qu’on vienne arrêter le coupable. Conduit au supplice, Bouteroue meurt mais bientôt la main que Gonin a ointe de la substance magique « s'agit[e] joyeusement, comme la queue d'un chien qui revoit son maître » et le bourreau coupe la main possédée qui, détachée du cadavre, fait plusieurs bonds au-dessus de la tête de ceux qui sont venus voir pendre Bouteroue, et va rejoindre le sorcier qui l’attend non loin de là.

## Analyse
La Main enchantée rappelle le conte fantastique d’Hoffmann intitulé Les Secrets, où le jeune étudiant Théodore est frappé par une main invisible au milieu d’un banquet. Ce sujet a été repris notamment par Alphonse Karr dans la Main du diable, où le héros, M. Guillaume, est placé non sous l’emprise d’un charme magique, mais sous l’influence d’une idée fixe.
Nerval cite dans son conte la recette de fabrication d'une main de gloire magique tirée du Petit Albert, mais sans l'utilisation habituelle de l'objet.

## Adaptation
- 1943 : La Main du diable, film français réalisé par Maurice Tourneur. Le scénario passe pour avoir été inspiré par La Main enchantée. Le film est l’un des rares films fantastiques français sortis sous l'Occupation.